# Жіноча збірна України з хокею на траві
Жіноча національна збірна України з хокею на траві представляє Україну на міжнародних змаганнях з хокею на траві. Тренером команди є Віктор Костюкевич .

## Конкурсний рекорд

### Кубок світу з хокею (Hockey World Cup)
| Рекорд Кубка світу з хокею серед жінок | Рекорд Кубка світу з хокею серед жінок | Рекорд Кубка світу з хокею серед жінок | Рекорд Кубка світу з хокею серед жінок | Рекорд Кубка світу з хокею серед жінок | Рекорд Кубка світу з хокею серед жінок | Рекорд Кубка світу з хокею серед жінок | Рекорд Кубка світу з хокею серед жінок | Рекорд Кубка світу з хокею серед жінок |
| Рік                                    | Круглі                                 | Позиція                                | Pld                                    | W                                      | D                                      | L                                      | GF                                     | GA                                     |
| -------------------------------------- | -------------------------------------- | -------------------------------------- | -------------------------------------- | -------------------------------------- | -------------------------------------- | -------------------------------------- | -------------------------------------- | -------------------------------------- |
| Австралія 2002                         | Груповий етап                          | 14-й                                   | 9                                      | 2                                      | 2                                      | 5                                      | 16                                     | 29                                     |

### EuroHockey Championship
| Рекорд чемпіонату ЄвроХокі | Рекорд чемпіонату ЄвроХокі | Рекорд чемпіонату ЄвроХокі | Рекорд чемпіонату ЄвроХокі | Рекорд чемпіонату ЄвроХокі | Рекорд чемпіонату ЄвроХокі | Рекорд чемпіонату ЄвроХокі | Рекорд чемпіонату ЄвроХокі | Рекорд чемпіонату ЄвроХокі |
| Рік                        | Круглі                     | Позиція                    | Pld                        | W                          | D                          | L                          | GF                         | GA                         |
| -------------------------- | -------------------------- | -------------------------- | -------------------------- | -------------------------- | -------------------------- | -------------------------- | -------------------------- | -------------------------- |
| Німеччина 1999 р           | Груповий етап              | 7-й                        | 7                          | 3                          | 0                          | 4                          | 12                         | 22                         |
| Іспанія 2003               | Груповий етап              | 5-й                        | 7                          | 3                          | 2                          | 2                          | 19                         | 22                         |
| Ірландія 2005              | Груповий етап              | 6-й                        | 5                          | 1                          | 1                          | 3                          | 4                          | 14                         |
| Англія 2007                | Груповий етап              | 8-й                        | 5                          | 0                          | 0                          | 5                          | 3                          | 17                         |

### EuroHockey Championship II
- 2009 рік - 6 місце
- 2011 рік - 5 місце
- 2013 рік - 6 місце
- 2015 рік - 8 місце
- 2017 рік - 6 місце
- 2019 рік - 7 місце

### EuroHockey Championship III
- 2021 - Кваліфікувалась.

### Hockey World League
- 2012–13 - 1 тур
- 2014–15 - 32 місце
- 2016–17 - 24 місце

### Women's Hockey Series
- 2018–19 - Другий тур